# Toit en croupe

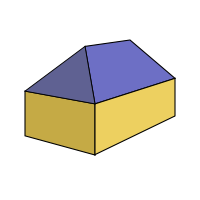
Principe du toit en croupe.

Un toit en croupe est un type de toiture qui, côté du pignon, est triangulaire en un ou deux pans inclinés dont un est un triangle et l'autre un trapèze. 
La toiture d'un bâtiment rectangulaire peut soit comporter deux croupes (une à chaque extrémité) ou une seule (disposition asymétrique), notamment lorsque le bâtiment est mitoyen d'une autre structure. 
Certaines toitures, plus complexes, comportent de nombreuses croupes ou des demi-croupes. 

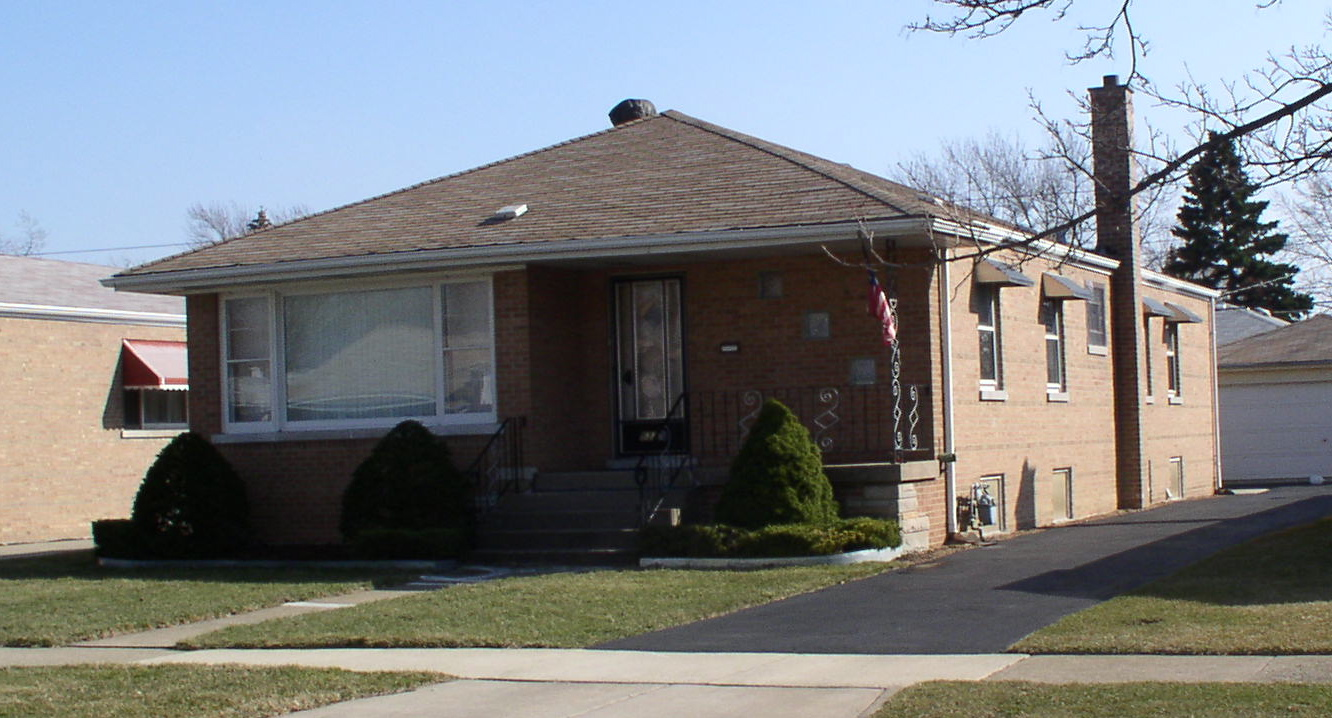
Un toit en croupe sur une maison de Chicago.
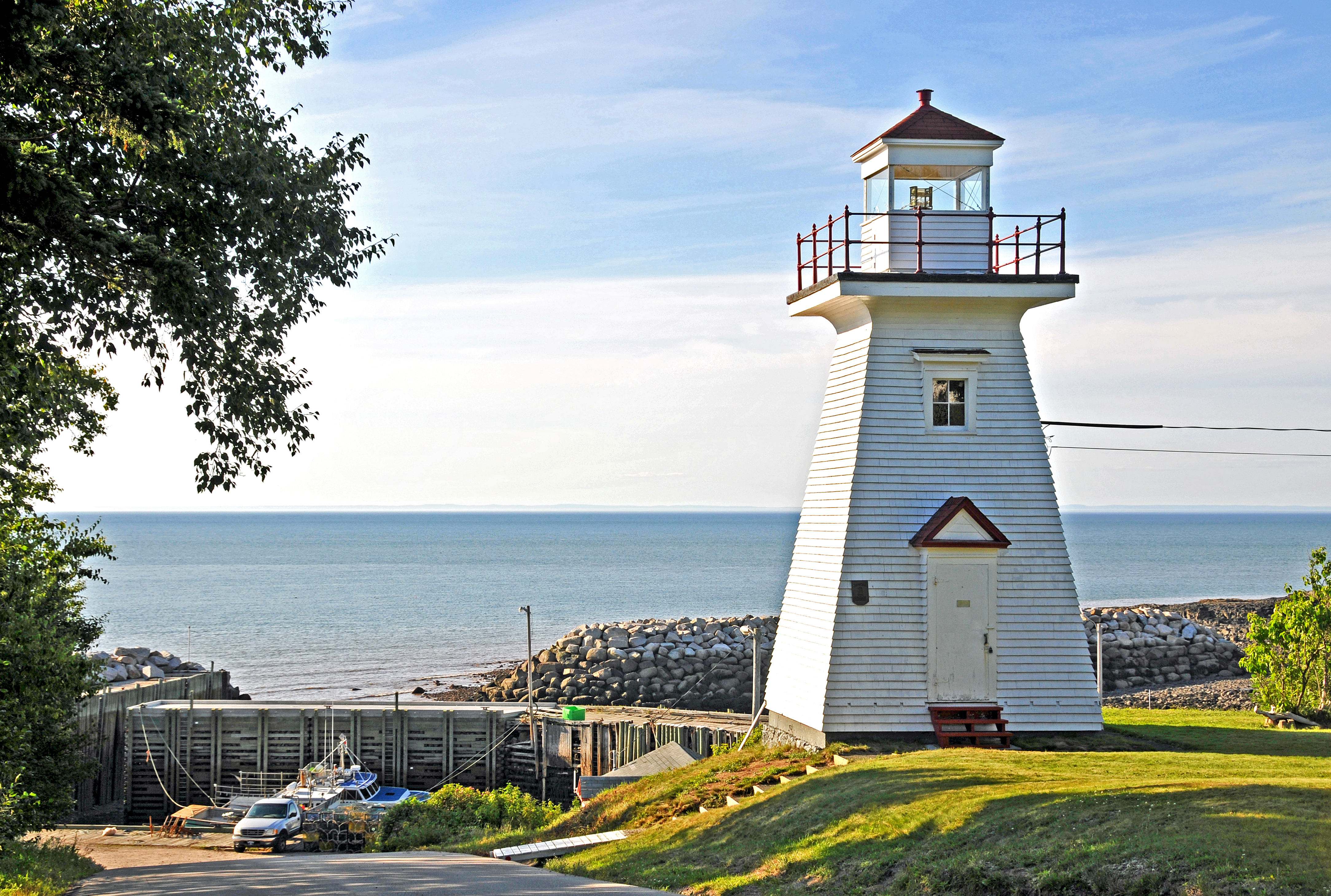
Le phare de Hampton (Nouvelle-Écosse, Canada) a un toit en croupe.
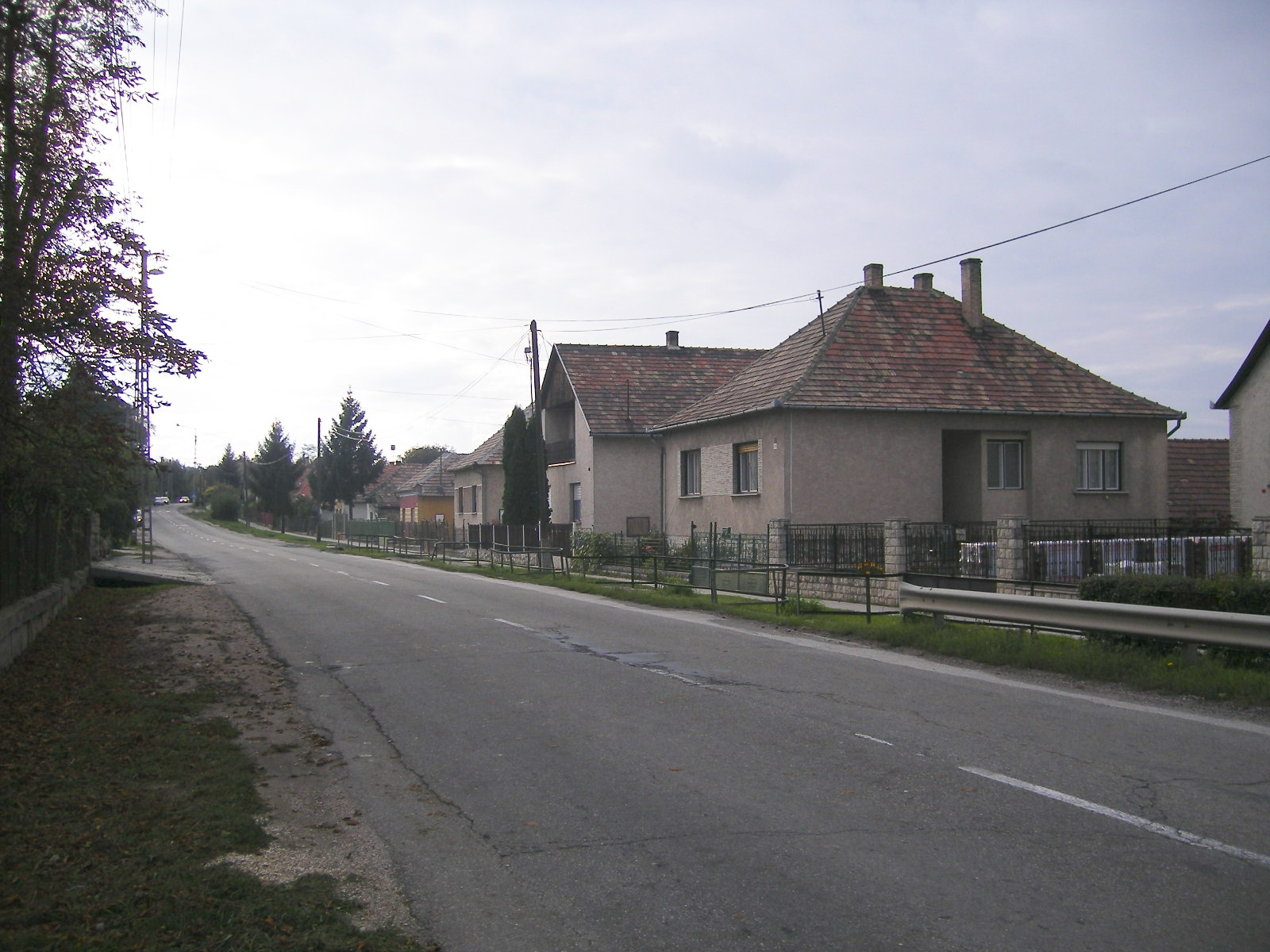
Le toit en croupe est un élément distinctif du Kádár-kocka hongrois.